# Abeokuta
Abeokuta je město na jihozápadě Nigérie asi 100 km na sever od Lagosu, hlavního města státu. Zároveň je hlavním městem státu Ogun. Je významným železničním dopravním uzlem. Z průmyslu dominuje konzervárenství, pivovarnictví a textilní průmysl, dále pak výroba plastů a cementu. Obyvatelstvo je zaměstnáno převážně v zemědělství.
Město leží v rovině, okolí tvoří savana. Je centrem oblasti, v níž se pěstuje ve velkém kakaovník.

## Dějiny
Podle tradice město založil v roce 1830 kmen Egba z ibadanské oblasti, který musel opustit své území zničené otrokáři. V Abeokutě proto od jeho založení vládl velký odpor vůči obchodu se otroky. K britské koruně se připojilo po příchodu křesťanských misionářů v roce 1842.

## Osobnosti
- Wole Soyinka (* 1934), spisovatel, nositel Nobelovy ceny